# Fiordo de Lyngen
El fiordo de Lyngen (en noruego: Lyngenfjorden, en sami septentrional: Ivgovuotna, en kven: Yykeänvuono) es un fiordo dividido entre los municipios de Skjervøy, Nordreisa, Lyngen, Gáivuotna–Kåfjord y Storfjord en Troms og Finnmark, Noruega. Con 82 km, es el fiordo más grande de Troms. Se extiende desde Hatteng en Storfjord en el sur hasta las islas de Skjervøy en el norte. Los Alpes de Lyngen están a lo largo de la costa oeste y la ruta E6 recorre la costa este. El Kåfjorden se ramifica al este y la parte sur se conoce como Storfjorden.

## Galería de imágenes

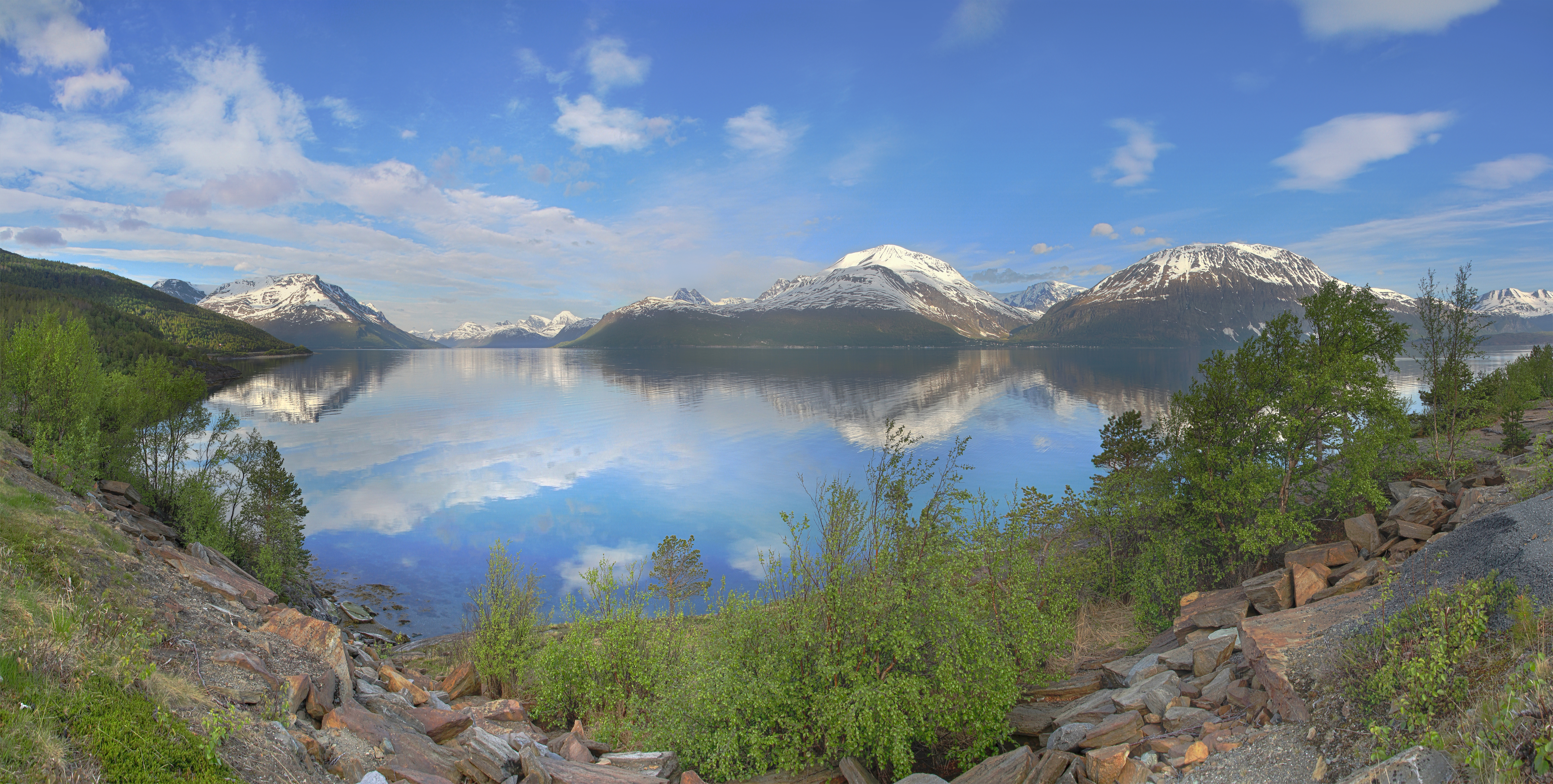
Una vista de Lyngenfjorden
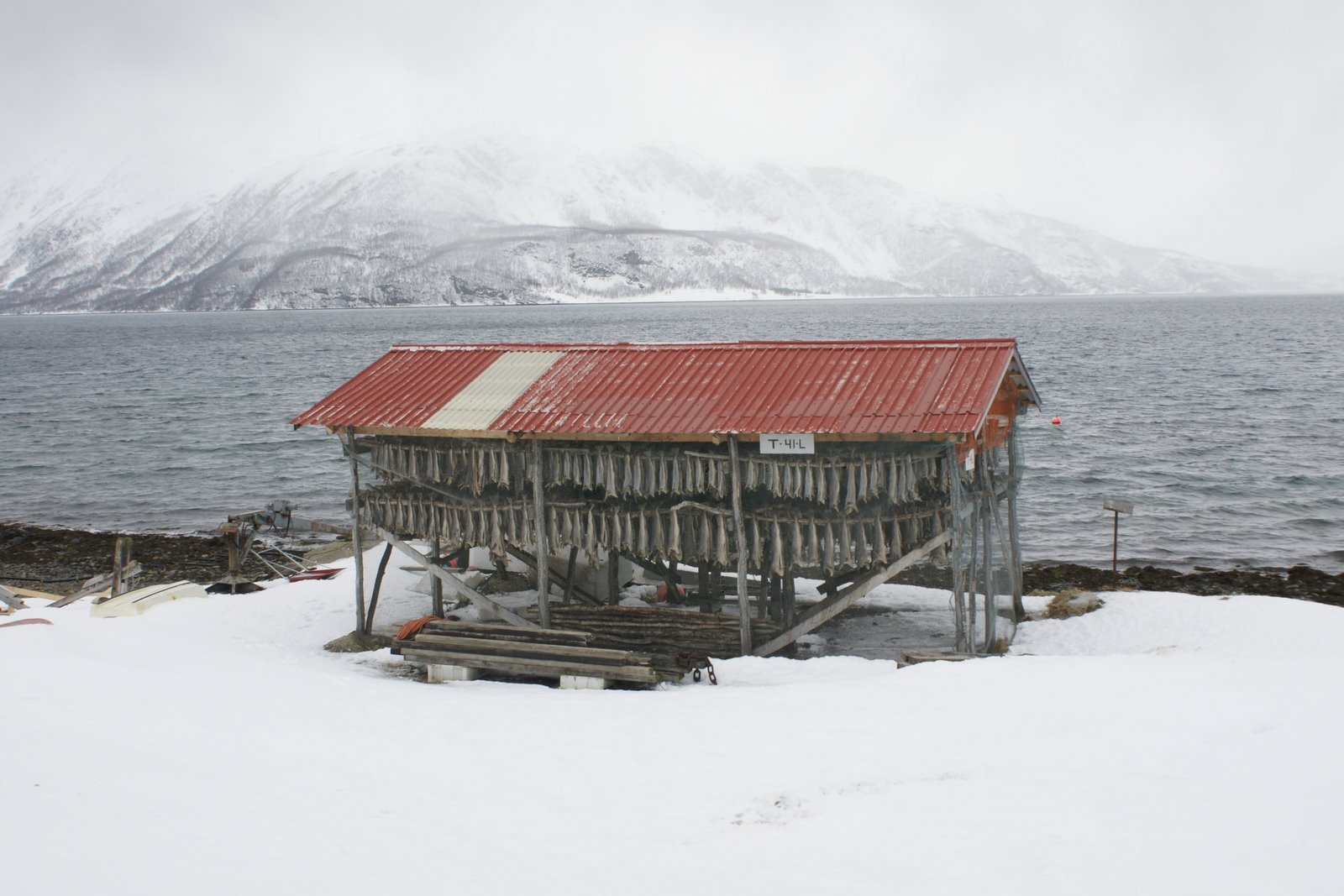
Secado de pescado
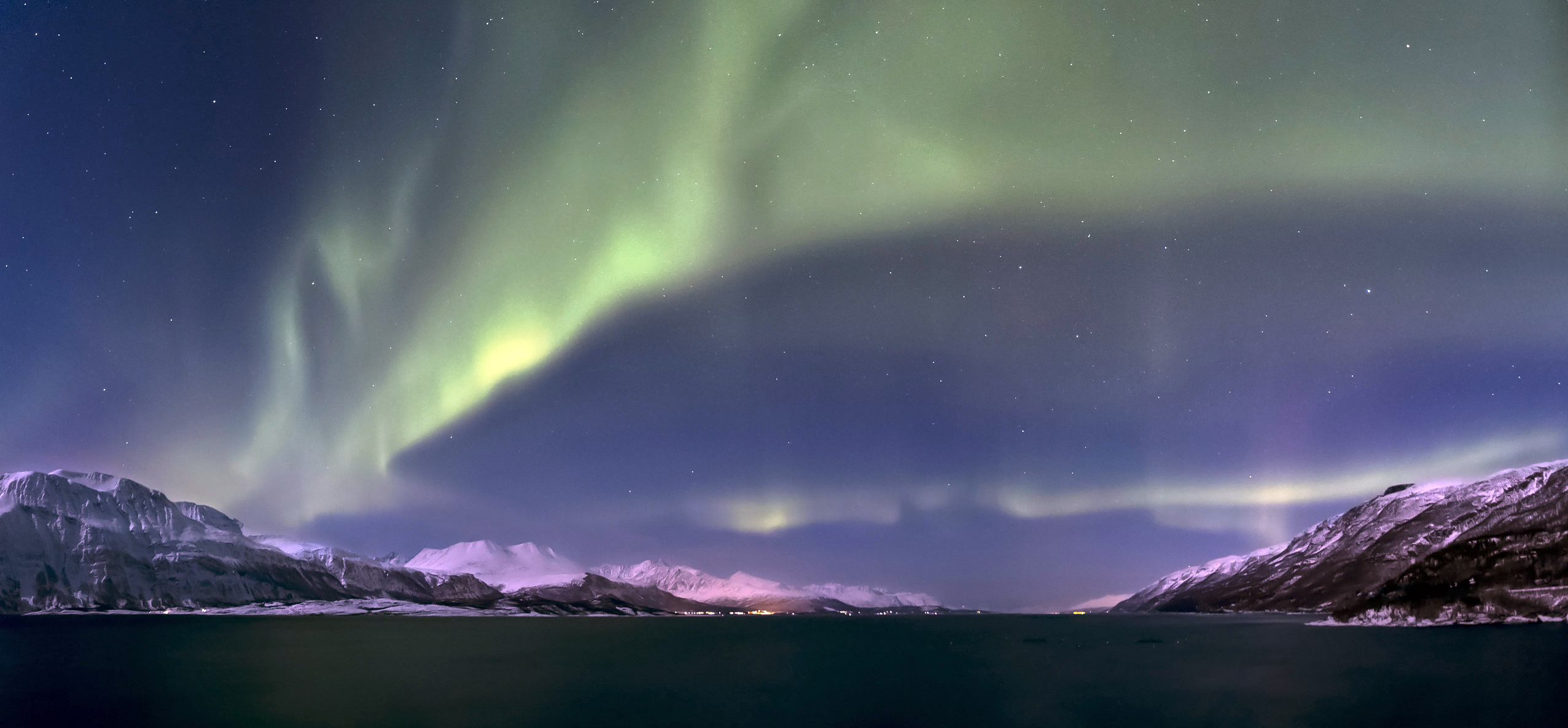
Auroras boreales
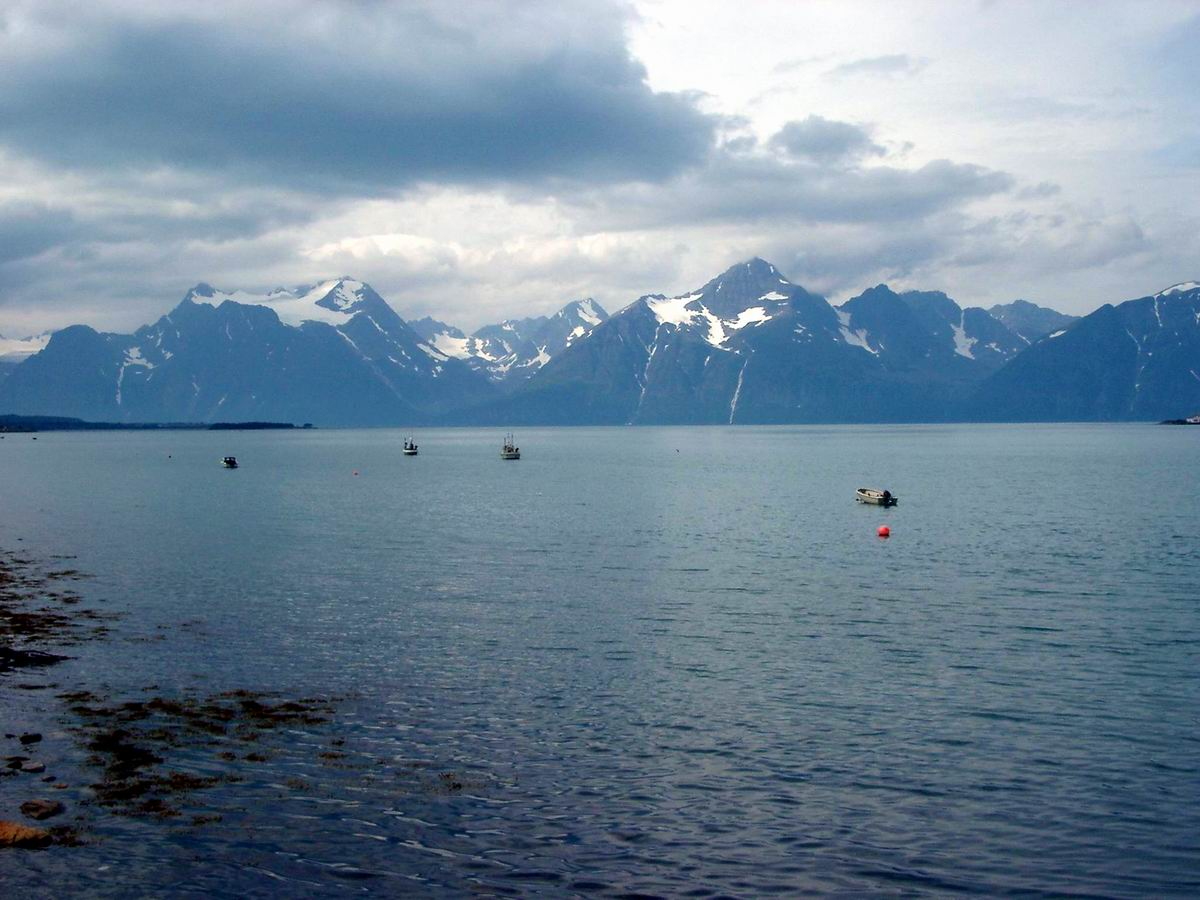
Vista de Rottsund, Nordreisa